# 기타톤다촌
기타톤다촌(北富田村)은 와카야마현 니시무로군에 있던 촌이다. 현재의 시라하마정의 북서부、 국도 제42호선의 연선에 해당한다.

## 역사
- 1889년 4월 1일 - 정촌제 시행에 의해 4개촌의 구역을 확장해 니시무로군 기타톤다촌이 성립하였다.
- 1956년 9월 30일 - 히가시톤다촌과 합병해 돈다촌이 성립하였다.

## 교통

### 도로
- 국도 제170호선 (현・국도 제42호선)

## 참고문헌
- 角川日本地名大辞典 30 和歌山県